# Rafael Sotomayor
Rafael Sotomayor Baeza (Melipilla, 13 de septiembre de 1823-Campamento de Yaras en Tacna, Perú, 20 de mayo de 1880) fue un abogado y político chileno. Ministro de Guerra plenipotenciario en campaña durante la Guerra del Pacífico y principal organizador de la Campaña de Tarapacá en la primera fase de la Guerra.

## Biografía
Hijo del agricultor Justo Sotomayor y Elzo y de Clara Baeza y Ojeda, fue el séptimo de 12 hijos varones, entre los que se destacó también Emilio Sotomayor Baeza, que llegó a ser general de destacada participación en la guerra.
Tenía vocación por las letras, por lo que sus padres lo ingresaron a la famosa escuela regentada por Domingo Acevedo, donde fue compañero de los futuros presidentes Aníbal Pinto y Domingo Santa María. Pasó en seguida con algunos de éstos al colegio del presbítero Romo y después al Instituto Nacional, donde se recibió de abogado en 1845.

## Servidor público
Con su título, Sotomayor pasó a desempeñar la secretaría de la provincia de Maule. Dio un pequeño paréntesis a su trabajo al intentar fortuna (como tantos otros), en California durante la fiebre del oro.
A su regreso, fue promovido a juez de letras de Concepción, donde la situación política estaba muy caldeada. En 1851, los partidarios del general José María de la Cruz Prieto se sublevaron contra el gobierno del electo Manuel Montt Torres. Sotomayor fue decidido partidario de Montt, por lo que lo apoyó y lideró un grupo que tomó posesión militar de Cauquenes.
Tras la victoria gobernista, fue designado intendente de Concepción entre 1853 y 1859. Como intendente, Sotomayor demostró sus dotes de organizador civil, estimulando el progreso material y cooperando en la pacificación de la Araucanía.[cita requerida] El último día del gobierno de Montt, este asignó a Sotomayor el empleo vitalicio de superintendente de la Casa de Moneda. Sin embargo, esto duró hasta que fue requerido por las autoridades durante la guerra contra España, siendo enviado a Bolivia en 1865 con el título de agente confidencial.
Entre 1876 y 1877, fue ministro de hacienda del presidente Aníbal Pinto Garmendia. Su manejo de las finanzas se basó en la recuperación de la economía chilena —entonces afectada por una crisis internacional— por medio del control estricto de las finanzas y un recorte fiscal.

## Guerra del Pacífico
Iniciada la guerra en 1879, el gobierno le encargó la representación civil en la escuadra y se embarcó hacia Antofagasta en marzo de 1879 a bordo del transporte "Abtao", con el cargo secundario de secretario general del comandante de la escuadra, contralmirante Juan Williams Rebolledo. Llevaba como secretario personal al capitán de fragata Arturo Prat Chacón a quien eligió por su calidad de abogado y a quien dejaría a cargo del bloqueo de Iquique.
Poco tiempo más tarde se produjo la caída del ministerio Varas-Santa María, siendo Sotomayor designado entonces ministro plenipotenciario de defensa, este cargo le daba la máxima autoridad civil en la conducción de las operaciones militares.
Demostró una gran capacidad de organización en el esfuerzo bélico, su labor, energía y voluntad férrea como ministro fue enorme, por otro lado se ganó el respeto del Ejército (los castrenses en general sentían desprecio por los civiles).
Demostró una gran capacidad estratégica y organizacional en Punta Angamos, de cuyo plan fue uno de los principales autores además de descubrir a verdaderos valores militares tales como Pedro Lagos Marchant, Juan José Latorre, Patricio Lynch quienes fueron apuntalados en la cadena castrense por el ministro.
Demostró ser un gran organizador al crear prácticamente desde cero los desembarcos, la logística y la expediciones por el desierto, lo que incluía la preocupación por el agua, el alimento, el forraje, las comunicaciones, la distancias geográficas, etc., analizándolo todo desde el terreno.
Todo lo anterior requería de su parte un gran esfuerzo físico y mental. El prestigio ganado a pulso despertó celos a nivel político y se ganó grandes enemigos dentro los círculos del gobierno el cual nunca estuvo a la altura de las circunstancias de la guerra, destacándose la figura de su enconado enemigo Benjamín Vicuña Mackenna autoerigido como el conductor popular de la campaña militar.
Soportó los ataques personales, los desaires, chaqueteos y conjuras hasta el momento en que murió su hija, circunstancia que le afectó en demasía y consideró entonces su renuncia. Aníbal Pinto Garmendia y los demás miembros del gabinete, con la excepción de Domingo Santa María, lo hicieron desistir de su intento. Sotomayor accedió a seguir en su cargo, pero su ánimo y energías comenzaron un lento declive.

## Últimos días

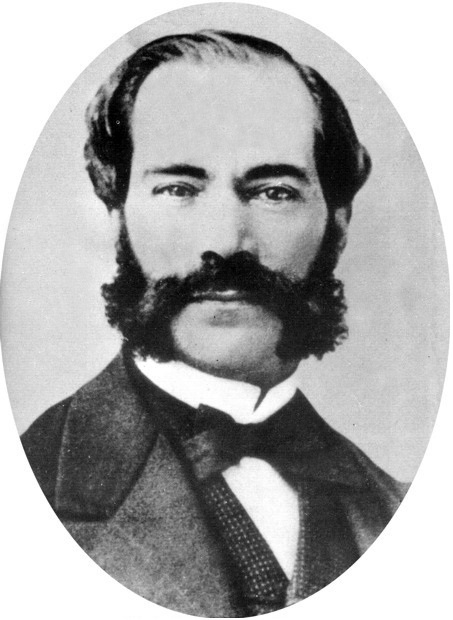
Fotografía de Rafael Sotomayor Baeza.

Culminada la campaña de Tarapacá y la lucha contra el desierto, el ministro en terreno se dirigió al campamento de Yaras, cerca de Tacna, el día 16 de mayo, su estado físico iba en franca disminución, el calor ambiental le era insoportable y sudaba copiosamente.
El día 20, en la mañana, sus subalternos lo notaron con más energías que antes; pero al mediodía, apenas se sentó a comer su sopa, se levantó de súbito, dio algunos pasos y se desplomó en el piso, víctima de un ataque cerebrovascular del cual no pudo recuperarse a pesar de los esfuerzos médicos rudimentarios aplicados. El tremendo esfuerzo entregado en aras de la victoria le había cobrado su vida.
Su muerte dejó desconcertado al gobierno y al Ejército, el cual no sabía que hacer ni con quien reemplazarlo. Su muerte fue muy sentida tanto por sus enconados adversarios políticos como la opinión pública y se le rindieron honores de Estado en su funeral.
Existía la posibilidad de dejar las cosas tal y cual estaban (se había conquistado Tarapacá) y evadir una expedición a Lima. Pero la opinión pública decía lo contrario. Su reemplazante a la postre fue el ministro José Francisco Vergara Echevers quien administraría los lineamientos establecidos de Sotomayor, pero nunca llegaría a estar a la altura de Sotomayor.
Gracias al esfuerzo y gestión del ministro Sotomayor, la primera fase de la campaña de Tarapacá pudo culminarse y dejó establecidas las directivas logíticas que servirían de modelo y culminarían finalmente con la victoria para las armas de Chile.

## Descendencia
Es padre de Rafael Sotomayor Gaete, ministro del Interior de Pedro Montt entre 1907 y 1908.